# Thomas-Morse TM-23
Thomas-Morse TM-23 – prototypowy amerykański samolot myśliwski zaprojektowany i zbudowany w zakładach Thomas-Morse Aircraft w latach 1923–24 jako prywatna inicjatywa tej firmy. Samolot miał nowoczesną jak na ówczesne czasy konstrukcję, ale jego osiągi i własności pilotażowe nie były zadowalające i nie został on zamówiony przez United States Army Air Service (USAAS).

## Tło historyczne
W czasie I wojny światowej firma Thomas-Morse osiągnęła spory sukces finansowy zdobywając znaczące kontrakty na samoloty S-4 i SH-4 o łącznej wartości ponad miliona dolarów, jeszcze w 1918 firma zatrudniała 1200 pracowników w mieszczących się w Ithace fabrykach. Zakończenie wojny przyniosło ze sobą anulowanie części kontraktów, ale w 1919 firma otrzymała zamówienie na 50 myśliwców typu Thomas-Morse MB-3. Wiadomo było wówczas, że USAAS planuje zamówić więcej tych udanych myśliwców i w zakładach Thomas-Morse przygotowano się do ich produkcji inwestując w narzędzia i materiały. Ostatecznie jednak kontrakt na budowę dwustu MB-3A został przyznany zakładom Boeinga które zaoferowały niższą cenę. Utrata intratnego kontraktu była dla Thomas-Morse poważną porażką, z której firma już nigdy się do końca nie podniosła i był to początek powolnego upadku firmy.
Pomimo utraty potencjalnego kontraktu w firmie panował optymizm co do jej przyszłości i postanowiono skoncentrować się na projektowaniu samolotów o konstrukcji metalowej. Zakłady Thomas-Morse miały długą tradycję projektowania nowoczesnych i nowatorskich myśliwców (np. Thomas-Morse MB-1 czy MB-2) i pomimo braku doświadczenie w projektowaniu konstrukcji metalowych oraz prawie chałupniczych metod produkcji, począwszy od 1921 w firmie zaprojektowano szereg samolotów które jednak nie przyniosły firmie sukcesu komercyjnego. Po nieudanych jednopłatach MB-9 (1921), MB-10 (1921) i TM-22 (R-5) (1922) w 1923 w Thomas-Morse został zaprojektowany myśliwiec przechwytujący TM-23.
TM-23 został zaprojektowany jako tzw. alert pursuit czy alert interceptor, szybki myśliwiec przechwytujący o dużej prędkości wznoszenia przeznaczony do obrony własnych lotnisk, rok wcześniej powstał inny nieudany samolot o podobnym przeznaczeniu – Dayton-Wright XPS-1. Podobnie jak inne myśliwce Thomasa-Morse’a także TM-23 został zaprojektowany możliwie jak najkrótszy, aby w taki sposób zmaksymalizować zwrotność samolotu. Samolot został zaprojektowany jako najmniejsza możliwa konstrukcja która mogła być napędzana silnikiem Curtiss D-12.

## Opis konstrukcji
Thomas-Morse TM-23 był jednosilnikowym, jednomiejscowym, dwupłatowym samolotem myśliwskim o konstrukcji całkowicie metalowej.
Skrzydła samolotu miały równą rozpiętość i były całkowicie wolnonośne, ale w pierwszej wersji samolotu połączone były pojedynczym zastrzałem, który miał być usunięty w późniejszym czasie.
Wewnętrzna konstrukcja kadłuba wykonana była ze stalowych rur, a sam kadłub kryty był aluminiową blachą falistą z wyjątkiem osłony silnika zrobionej z gładkiej blachy aluminiowej.
Samolot miał wąski i krótki kadłub, a co się z tym wiązało, małą i niewygodną kabinę pilota. Kabina była tak mała, że z wielkim trudem mieścił się w niej pilot z ubranym spadochronem, a pedały orczyka znajdowały się po dwóch stronach silnika. W późniejszym czasie zmieniono konstrukcję zarówno skrzydeł, jak i kadłuba.
W pierwszej wersji samolot mierzył 5,07 m długości, a jego rozpiętość skrzydeł wynosiła 5,94 m.
Samolot posiadał unikatowy system trymowania, zamiast tradycyjnego trymera na ogonie samolotu znajdowały się niewielkie dodatkowe powierzchnie sterowe ustawiane z kokpitu które służyły do wyważania samolotu w locie. Nietypowo była umieszczona także chłodnica silnika, która była wbudowana w dolną część nosa samolotu.
Samolot napędzany był chłodzonym wodą silnikiem rzędowym typu Curtiss D-12 o mocy 440 KM z dwułopatowym śmigłem.
Planowane uzbrojenie, które nigdy nie zostało zainstalowane, miały stanowić dwa nieruchome, strzelające do przodu karabiny maszynowe, jeden o kalibrze 12,7 i jeden kalibru 7,62.

## Historia
Pierwsze kołowanie samolotu wykazało, że samolot nie reagował na ster kierunku i powierzchnia statecznika pionowego została zwiększona przed pierwszym lotem. Pierwszy lot odbył się w nieoczekiwany sposób, kiedy podczas kołowania samolot podskoczył na niewielkim wzniesieniu i siedzący za sterami Paul Wilson zdał sobie sprawę, że nie będzie w stanie zatrzymać samolotu przed końcem pasa startowego. Samolot zrobił tylko jedno okrążenie lotniska i okazał się bardzo trudny w pilotowaniu, w czasie lądowania samolot kapotował uszkadzając przy tym śmigło i górne skrzydło.
Po wypadku samolot został naprawiony, przy czym jego górne skrzydło zostało przesunięte 30 cm do przodu, co częściowo wyeliminowało problemy z jego zbyt „ciężkim nosem”, ale samolot nadal charakteryzował się kiepskimi właściwościami pilotażowymi. W tej wersji samolot nie zdołał także osiągnąć teoretycznie wyliczonej prędkości maksymalnej mającej wynosić 205 mil na godzinę (330 km/h) osiągając 257 km/h w locie poziomym. Loty wykazały także poważne problemy z chłodzeniem silnika, i pomimo że konstrukcja nie rokowała większych nadziei na przyszłość, samolot był oblatywany przez kilka następnych miesięcy.
Po zakończeniu tej fazy testów samolot został całkowicie przebudowany. Z pierwszej wersji samolotu niezmieniona została tylko mieszcząca silnik część dziobowa, kadłub przed kabiną pilota został wydłużony o 20 cali (50 cm), a samonośne skrzydła zostały zastąpione standardowymi wówczas skrzydłami z zastrzałami. Powiększono rozpiętość i powierzchnię nośną skrzydeł, lotki został przeniesione z górnego na dolne skrzydło i powiększono powierzchnie sterowe ogona. Zmieniono także położenie chłodnicy która została przeniesiona z dzioba samolotu pod kadłub.
W tej wersji samolot mierzył 6,60 m długości, a jego rozpiętość skrzydeł została zwiększona do 8,12 m.
Po zmianach samolot osiągnął maksymalną prędkość 190 mil na godzinę (305 km/h), ale nadal był trudny w pilotażu. Po oblataniu go w Ithace, samolot został przekazany do bazy USAAS McCook Field, gdzie w czasie jego pierwszego lotu w marcu 1926 doszło do awarii chłodnicy oleju. W rękach pilotów USAAS samolot wykonał jeszcze tylko cztery loty, krytykowano jego własności pilotażowe oraz dużą prędkość lądowania.
Po zakończeniu testów USAAS samolot został zwrócony do Ithaki, gdzie został rozłożony na części. Samolot nie został przyjęty przez USAAS i nie otrzymał oficjalnego oznaczenia wojskowego, jego konstrukcja została całkowicie sfinansowana przez Thomasa-Morse’a, koszt projektu wyniósł 77 tysięcy dolarów.